# Ibrahim de Almeida Nobre
Ibrahim de Almeida Nobre (São Paulo, 19 de fevereiro de 1888 — São Paulo, 9 de abril de 1970) foi um jurista, jornalista, escritor, conferencista e orador brasileiro. Membro da Academia Paulista de Letras, foi considerado o herói e o "tribuno" da Revolução Constitucionalista de 1932.

## Biografia
Ibrahim de Almeida Nobre nasceu em 19 de fevereiro de 1888, na cidade de São Paulo. Fez o seu ensino escolar no Ginásio Episcopal e também no Ginásio do Estado. Adquiriu o bacharelado em 1909 pela Faculdade de Direito de São Paulo. Contraiu matrimonio com Brisabela Barbosa de Almeida Nobre, com quem teve uma filha.

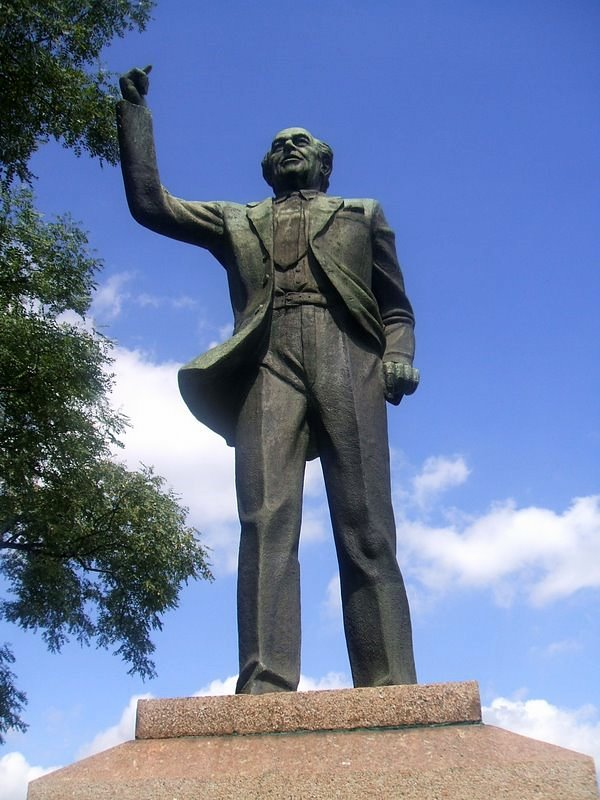
Monumento a Ibrahim Nobre, por Luís Morrone. Parque do Ibirapuera, São Paulo.

Em 1918, é designado delegado de polícia de Salesópolis e lá teve importante papel na campanha de combate à Gripe Espanhola, graças aos seus conhecimentos de medicina. Mais tarde, é designado a delegado de polícia de Santos e posteriormente como Subprocurador de Justiça.
Em 1927, assume a Delegacia da Ordem Política e Social na capital paulista e pouco tempo depois é indicado a promotor público.
Com a Revolução de 1930, atuou na oposição ao Governo Provisório instaurado, criticando as medidas políticas do Governo Federal. Em 1931, fez um discurso denominado "Minha terra, minha pobre terra", em que fez críticas às política de Getúlio Vargas. O discurso resultou em grande repercussão pelo país e isso motivou Getúlio Vargas a decretar a sua prisão.
No início de 1932, com a crise política em São Paulo, aderiu ao movimento revolucionário daquele estado que conspirava uma insurreição contra o regime de Vargas. Naquela campanha, atuou como jornalista e também realizava atuações políticas, realizando discursos em comícios, em que convocava a manifestação popular, também a congregação da Frente Única Paulista, que era integrada pelo Partido Democrático, pelo Partido Republicano Paulista e por Associações diversas, como a Associação Comercial de São Paulo e Classes liberais. Participou dos históricos comícios da Praça do Patriarca e da Praça da Sé, ocasião em que foi amplamente prestigiado como orador. Essas movimentações tiveram importante efeito de arregimentação popular e importante papel no que meses mais tarde viria a culminar na Revolução Constitucionalista. Nas vésperas da deflagração do conflito, apoiou o interventor federal em São Paulo, Pedro de Toledo, também contribuindo para que este angariasse apoio político para a formação de um Secretariado independente, sem a tutela e ingerência do Governo Provisório de Getúlio Vargas. Naquele conflito armado, o escritor paulista foi homenageado com a formação do "Batalhão Ibrahim Nobre", composto voluntários, unidade em que se voluntariou, cuja atuação se deu na chamada "Frente Sul" de combate. Porém, malograda aquela insurreição armada, foi preso pelo governo provisório de Getúlio Vargas, dividindo a prisão com pessoas ilustres como Guilherme de Almeida e Júlio de Mesquita Filho, sendo posteriormente ordenado ao exílio em Portugal, retornando ao Brasil somente em 1934 com a anistia geral.
Em 1969, é indicado a Academia Paulista de Letras, onde assumiu a cadeira de número 21.
Veio a falecer na cidade de São Paulo em 9 de abril de 1970. Sete anos mais tarde seus restos mortais foram depositados no Obelisco do Ibirapuera e Mausoléu ao Soldado Constitucionalista de 1932.

## Homenagens
Atualmente, há pelo Estado de São Paulo diversas referências em homenagem e memória ao "tribuno" da Revolução Constitucionalista, como a Rua Ibrahim Nobre, a EMEF Ibrahim Nobre e a E.E. Ibrahim Nobre, ambas na capital paulista. Vale destacar que a E.E. Ibrahim Nobre possui um Centro de Memória Escolar que, dentre outras ações, promove estudos acerca de seu patrono. Em Tatuí, interior de São Paulo uma rua no bairro jardim São Paulo, em homenagem aos lideres da Revolução Constitucionalista, leva seu nome. Além de uma estatua em bronze produzida por Luís Morrone exposta no Parque do Ibirapuera.